# 九龍巴士235X線
九龍巴士235X線是香港的一條已取消巴士路線。

## 歷史
- 1993年7月19日，路線投入服務，原為單向由石蔭往尖沙咀碼頭，於假日暫停服務。
- 1994年3月11日，延長為安蔭往尖沙咀碼頭，以配合安蔭邨入伙。
- 1995年11月5日，路線終止服務，並由九巴35A線延長為安蔭和尖沙咀東取代。

## 行車路線
安足街，石排街，大白田街，石蔭路，石蔭，石蔭路，石宜路，和宜合道，大隴街，和宜合道，青山公路葵涌段，蝴蝶谷道，荔枝角道，西九龍走廊，太子道西，荔枝角道，彌敦道，梳士巴利道